# سانتا کلارا (کالیفرنیا)
سانتا کلارا (به انگلیسی: Santa Clara) شهری در شهرستان سانتا کلارا در جنوب غرب ایالت کالیفرنیاست که تاریخش به سال ۱۷۷۷ می‌رسد.  در سرشماری سال ۲۰۱۰ میلادی، ۱۱۶۴۶۸ نفر جمعیت داشته است.